# File (Unix)
file — команда Unix, предназначенная для определения типа файла.

## Использование
```
file [-zL] [-f file] file ...
```

## Ключи
Предусмотрены следующие опции:
- -f file: Считывает из указанного файла список файлов для проверки.
- -L : Определяет тип файлов, указанных по ссылке.
- -z : Определяет тип файлов, находящихся в сжатых файлах.
- -i : идентифицировать файл предопределённым образом. В Linux и BSD выводится MIME тип файла.